# Fange du Grand Passage
La Fange du Grand Passage appelée aussi Le Grand Passage est un site naturel ardennais constitué de landes et de tourbières faisant partie du plateau des Tailles et situé sur le territoire des communes de Vielsalm et de Houffalize en province de Luxembourg (Belgique). Elle est reprise comme Patrimoine immobilier exceptionnel de la Wallonie.

## Situation
La Fange du Grand Passage se situe le long et à l'ouest de l'autoroute E25 à environ 2 kilomètres au sud-est de la Baraque de Fraiture et entre les villages de Tailles situé à l'ouest et de Petites-Tailles à l'est. Le ruisseau de Martin-Moulin, affluent de l'Ourthe orientale et l'Eau de Ronce, affluent de la Salm y prennent leur source. La partie nord du site appartient à la commune de Vielsalm tandis que la partie sud dépend de la commune de Houffalize.

## Description
Associée à la Fange de Massotais voisine, la Fange du Grand Passage compte une superficie de 165,01 ha pour une longueur approximative de 2 km sur une largeur maximale d'environ 1 km. La Fange du Grand Passage est un espace naturel sauvage assez plat culminant à l'altitude d'environ 610 m. Une partie du site est occupée par une tourbière bombée d'une douzaine d'hectares très peu exploitée. Aux abords de cette tourbières, se trouvent des palses, des cuvettes circulaires humides constituées par un tapis flottant de sphaignes.

## Faune et flore
La pie-grièche grise, la pie-grièche écorcheur, le pipit des arbres, le bruant des roseaux et la bécasse des bois sont des oiseaux présents sur le site. On y trouve aussi la cordulie arctique (Somatochlora arctica), une libellule rarissime.
De nombreuses espèces végétales rares et/ou menacées croissent sur cette tourbière comme l'andromède (Andromeda polifolia), la canneberge (Vaccinium oxycoccos), l'airelle rouge (Vaccinium vitis-idaea), la linaigrette vaginée (Eriophorum vaginatum) et  la bruyère quaternée (Erica tetralix).

## Classement
Le site est classé comme monument le 16 mars 1979 et est repris sur la liste du patrimoine exceptionnel de la Région wallonne depuis 2016. Il est aussi repris comme site de grand intérêt biologique.
 Patrimoine classé (1979, no 82014-CLT-0022-01)
 Patrimoine classé (1977, no 82032-CLT-0003-01)
 Patrimoine exceptionnel (2016, no 82014-PEX-0003-03)
 Patrimoine exceptionnel (2016, no 82032-PEX-0001-03)

## Source et lien externe
- Site de la biodiversité en Wallonie